# Воронова, Иветта Николаевна
Иве́тта Никола́евна Во́ронова (при рождении Васи́льева; 28 сентября 1932, Москва — 14 апреля 2013) — основатель фонда «Новые имена». Заслуженный деятель искусств Российской Федерации (2002), Заслуженный работник культуры Российской Федерации (1994).

## Биография
В 1958 году окончила факультет иностранных языков МОПИ им. Н. К. Крупской. В 1958—1983 годах работала в «Интуристе» (референт, директор департамента, заместитель управляющего, управляющий), в 1975—1980 — инструктором политотдела корпуса группы советских войск в Чехословакии. В 1982—1987 годах — заместитель директора Института географии АН СССР, в 1987—1993 — член президиума Советского, Российского фонда культуры.
Автор идеи, основатель и первый президент фонда «Новые имена». Организовывала фестивали фонда в Москве, Подмосковье, в ЮНЕСКО. Входила в состав комиссии ЮНЕСКО РФ; член оргкомитета и председатель объединённого жюри I и II конкурсов «Новые имена России. Моя мечта — моя Россия».
Похоронена в Москве на Введенском кладбище (19 уч.).

### Семья
- Мать — Зинаида Петровна Васильева, врач.
- Отец — Николай Григорьевич Васильев, доктор технических наук, профессор.
  - Сын — Владимир Львович (род. 1955), дипломат, бизнесмен.
  - Сын — Алексей Львович (1962—2000), военный переводчик, дипломат
    - Внук — Воронов Владимир Владимирович (род. 1976), заместитель генерального директора ОАО «ТНТ-Телесеть»
    - Внучка — Воронова Иветта Алексеевна (род. 1986), продюсер ОАО «ТНТ-Телесеть»

## Награды и звания
- Орден Дружбы (28 декабря 2007 года) — за заслуги в развитии культуры и искусства, многолетнюю плодотворную деятельность[3].
- Заслуженный деятель искусств Российской Федерации (15 апреля 2002 года) — за заслуги в области искусства[4].
- Заслуженный работник культуры Российской Федерации (28 октября 1994 года) — за заслуги в области культуры и многолетнюю плодотворную работу[5].
- Медаль «Данк» (3 июля 2001 года, Кыргызстан) — за большой вклад в развитие кыргызско-российского культурного сотрудничества[6].
- две медали Кыргызстана.
- Знак «За безупречную службу городу Москве» L лет (8 октября 2012 года) — за многолетнюю плодотворную деятельность на благо города Москвы и его жителей[7].
- Почётная грамота Правительства Москвы (26 сентября 2002 года) — за многолетнюю плодотворную культурно-просветительскую деятельность, поддержку молодых талантов и в связи с юбилеем[8].
- медаль «200 лет Министерству иностранных дел»[1].
- медаль «200 лет Министерству образования»[1].
- Императорский Орден Святой Великомученицы Анастасии (12 июля 2013 года, Российский Императорский Дом) — в воздаяние заслуг перед Отечеством и Российским ИМПЕРАТОРСКИМ Домом и во свидетельство особого НАШЕГО благоволения", (посмертно)[9].

## Память
Фонд «Новые имена» носит имя И. Н. Вороновой.